# Uladzimir Khvashchynski
Uladzimir Aliaksandravitch Khvashchynski (en biélorusse : Уладзімір Аляксандравіч Хвашчынскі) ou Vladimir Aleksandrovitch Khvachtchinski (en russe : Владимир Александрович Хващинский), né le 10 mai 1990 à Babrouïsk à l'époque en RSS biélorusse et aujourd'hui en Biélorussie, est un joueur de football biélorusse, qui évolue au poste d'attaquant.

## Biographie

### Carrière en club
Il participe aux tours préliminaires de la Ligue Europa avec le club du Dynamo Minsk.

### Carrière en sélection
Avec l'équipe de Biélorussie olympique, il participe aux Jeux olympiques d'été de 2012. Il ne joue toutefois aucun match lors du tournoi olympique.
Khvashchynski reçoit quatre sélections en équipe de Biélorussie entre 2012 et 2013, pour un but marqué.
Il joue son premier match en équipe de Biélorussie le 14 novembre 2012, contre Israël (victoire 1-2 à Jérusalem). Il joue son dernier match le 25 mars 2013, contre le Canada. Il inscrit un but lors de ce match, avec pour résultat une victoire 0-2 à Doha.

## Palmarès
Biélorussie espoirs
- Troisième de l'Euro espoirs en 2011.

 Dinamo Minsk
- Finaliste de la Coupe de Biélorussie en 2013.

 FK Minsk
- Finaliste de la Supercoupe de Biélorussie en 2014.

## Statistiques
| Saison                | Club                  | Championnat           | Championnat | Championnat | Coupe(s) nationale(s) | Coupe(s) nationale(s) | Compétition(s) continentale(s) | Compétition(s) continentale(s) | Compétition(s) continentale(s) | Total | Total |
| Saison                | Club                  | Division              | M.          | B.          | M.                    | B.                    | Comp.                          | M.                             | B.                             | M.    | B.    |
| 2008                  | Dinamo Brest          | D1                    | 4           | 0           | 1                     | 0                     | -                              | -                              | -                              | 5     | 0     |
| 2009                  | Dinamo Brest          | D1                    | 9           | 0           | 1                     | 0                     | -                              | -                              | -                              | 10    | 0     |
| 2010                  | Dinamo Brest          | D1                    | 20          | 4           | 2                     | 1                     | -                              | -                              | -                              | 22    | 5     |
| 2011                  | Dinamo Brest          | D1                    | 29          | 4           | 3                     | 1                     | -                              | -                              | -                              | 32    | 5     |
| 2012                  | Dinamo Brest          | D1                    | 28          | 9           | 2                     | 1                     | -                              | -                              | -                              | 30    | 10    |
| Sous-total            | Sous-total            | Sous-total            | 90          | 17          | 9                     | 3                     | -                              | -                              | -                              | 99    | 20    |
| 2013                  | Dinamo Minsk          | D1                    | 25          | 3           | 3                     | 0                     | C3                             | 5                              | 1                              | 33    | 4     |
| 2014                  | Dinamo Minsk          | D1                    | 5           | 0           | -                     | -                     | -                              | -                              | -                              | 5     | 0     |
| Sous-total            | Sous-total            | Sous-total            | 30          | 3           | 3                     | 0                     | -                              | 5                              | 1                              | 38    | 4     |
| 2014                  | FK Minsk (prêt)       | D1                    | 16          | 6           | 1                     | 0                     | -                              | -                              | -                              | 17    | 6     |
| 2015                  | FK Minsk              | D1                    | 25          | 10          | 4                     | 1                     | -                              | -                              | -                              | 29    | 11    |
| Sous-total            | Sous-total            | Sous-total            | 41          | 16          | 5                     | 1                     | -                              | -                              | -                              | 46    | 17    |
| 2016                  | Dinamo Minsk          | D1                    | 21          | 8           | 2                     | 1                     | C3                             | 3                              | 1                              | 26    | 10    |
| 2017                  | Dinamo Minsk          | D1                    | 28          | 9           | 2                     | 0                     | C3                             | 5                              | 1                              | 35    | 10    |
| 2018                  | Dinamo Minsk          | D1                    | 27          | 6           | 1                     | 0                     | C3                             | 6                              | 3                              | 34    | 9     |
| Sous-total            | Sous-total            | Sous-total            | 76          | 23          | 5                     | 1                     | -                              | 14                             | 5                              | 95    | 29    |
| 2019                  | Chakhtior Salihorsk   | D1                    | 12          | 1           | 4                     | 2                     | C3                             | 3                              | 0                              | 19    | 3     |
| 2020                  | FK Minsk (prêt)       | D1                    | 13          | 5           | -                     | -                     | -                              | -                              | -                              | 13    | 5     |
| 2021                  | Dinamo Minsk          | D1                    | 7           | 1           | 1                     | 0                     | -                              | -                              | -                              | 8     | 1     |
| 2021                  | Kaspiy Aqtaw          | D1                    | 7           | 0           | 5                     | 0                     | -                              | -                              | -                              | 12    | 0     |
| 2022                  | FK Minsk              | D1                    | 25          | 18          | 1                     | 0                     | -                              | -                              | -                              | 26    | 18    |
| Total sur la carrière | Total sur la carrière | Total sur la carrière | 301         | 84          | 33                    | 7                     | -                              | 22                             | 6                              | 356   | 97    |